# 潞県 (内モンゴル自治区)
潞県（ろ-けん、中: 潞縣）はかつて中国に存在した県。現在の中華人民共和国内モンゴル自治区赤峰市バイリン左旗東部に相当する。
遼により設置された 。金代に廃止された。